# Alpi Glaronesi
Le Alpi Glaronesi sono una sezione delle Alpi in Svizzera. Si trovano a cavallo dei cantoni   Uri, Glarona, Grigioni, San Gallo e Svitto e prendono il nome dal Canton Glarona, cantone nel quale sono particolarmente presenti.

## Geografia
Le Alpi glaronesi sono percorse dalla Reuss a ovest, il Reno le delimita a sud e ad est, a nord sono bagnate dal Lago di Klöntal e dal Lago di Walenstadt.
Confinano con le Alpi bernesi a ovest, le Prealpi svizzere a nord, le Alpi Retiche (Rätikon e catena del Plessur) a est e con le Alpi Lepontine a sud.
Dal punto di vista orografico non si trovano lungo la catena principale alpina ma si staccano a nord dalle Alpi Lepontine al Passo dell'Oberalp.
Nel dettaglio e ruotando in senso orario i limiti geografici sono: Passo dell'Oberalp, Andermatt, fiume Reuss, torrente Schächen, Ruosalper Grätli, Muotathal, Pragelpass, Lago di Klöntal, Netstal, fiume Linth, Lago di Walen, torrente Seez, Sargans-Sattel, fiume Reno, Coira, fiume Reno Anteriore, Passo dell'Oberalp.

## Classificazione

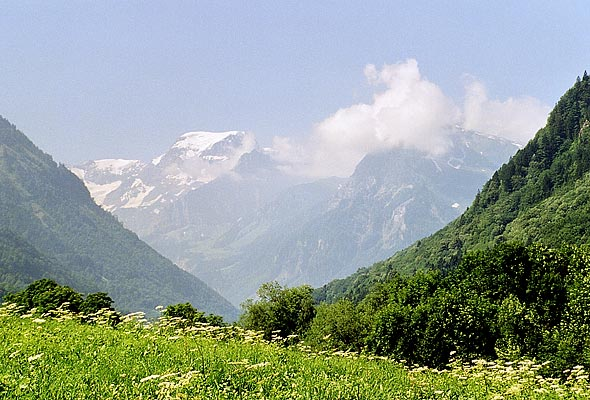
Ghiacciaio del Tödi.

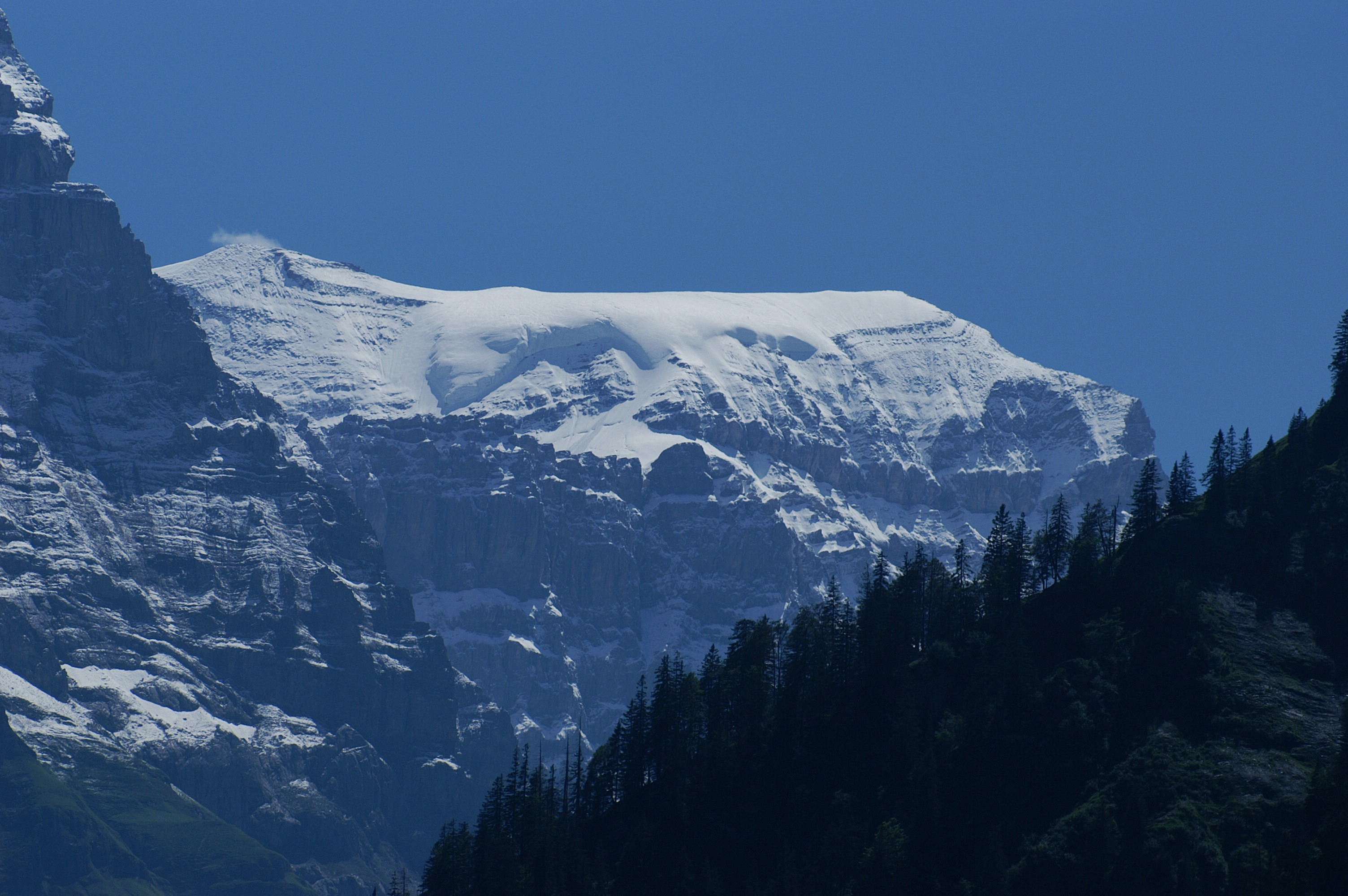
Bifertenstock

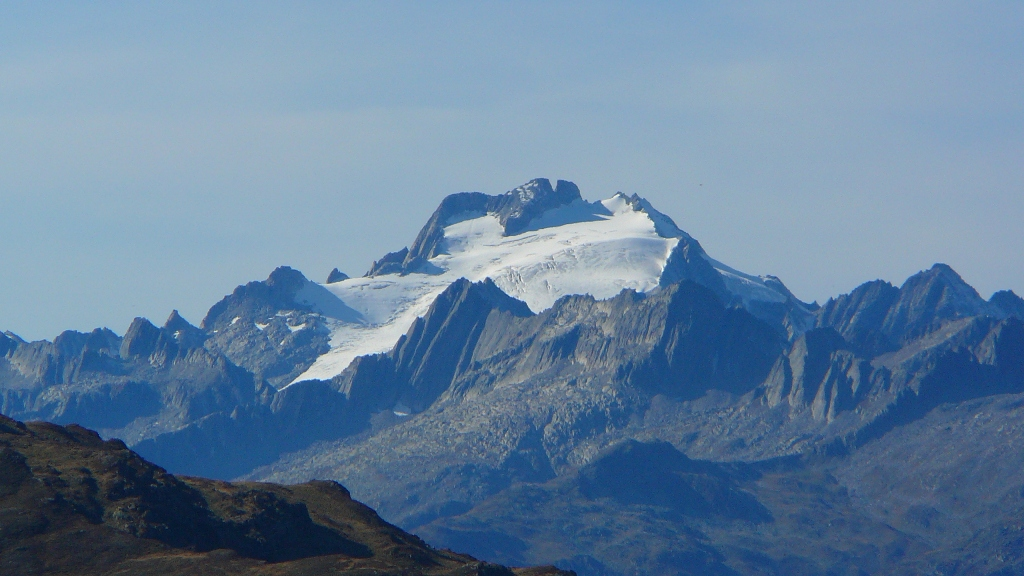
Oberalpstock

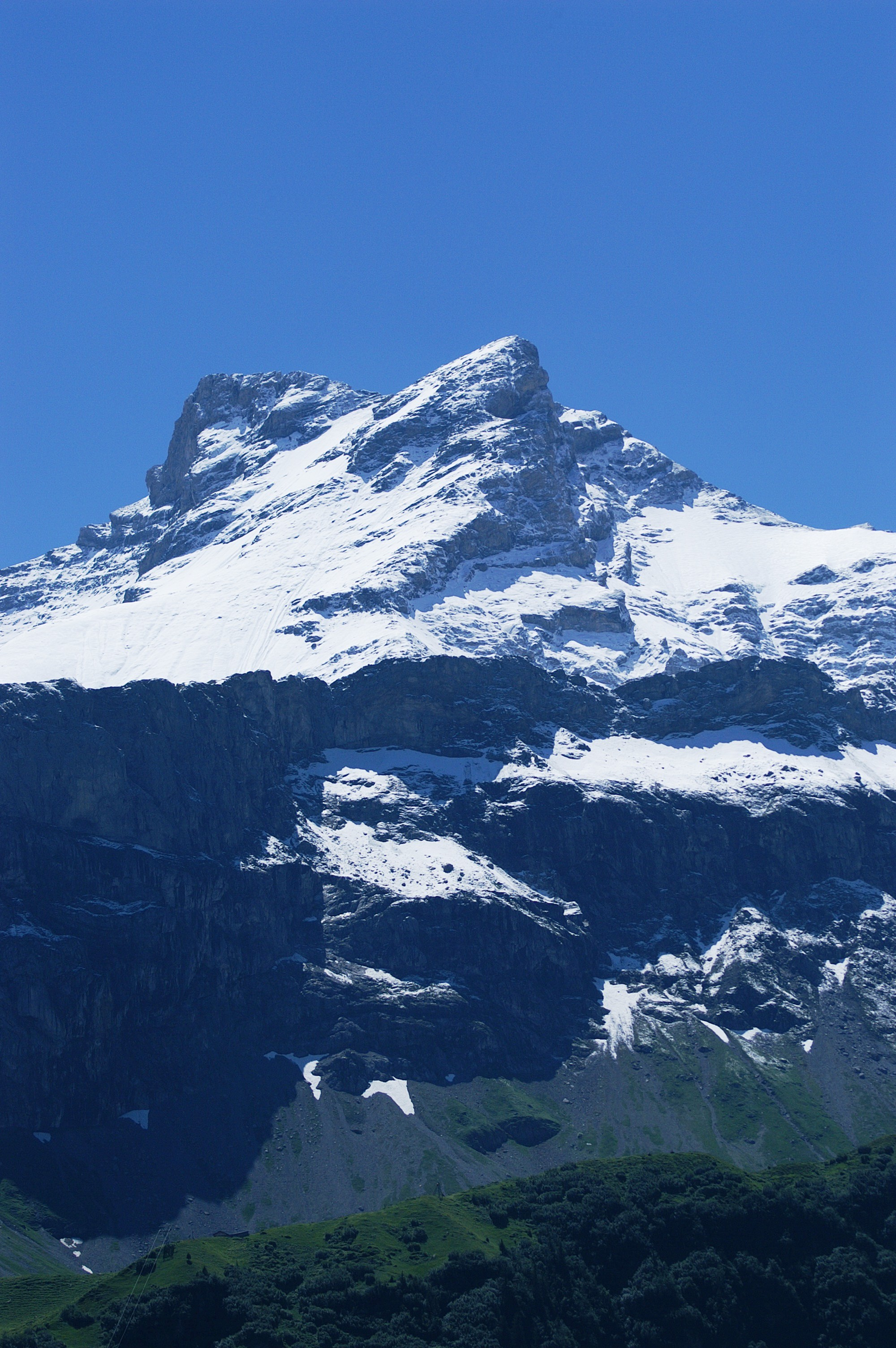
Gross Schärhorn

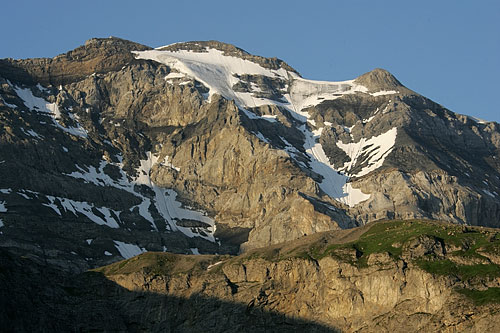
Clariden

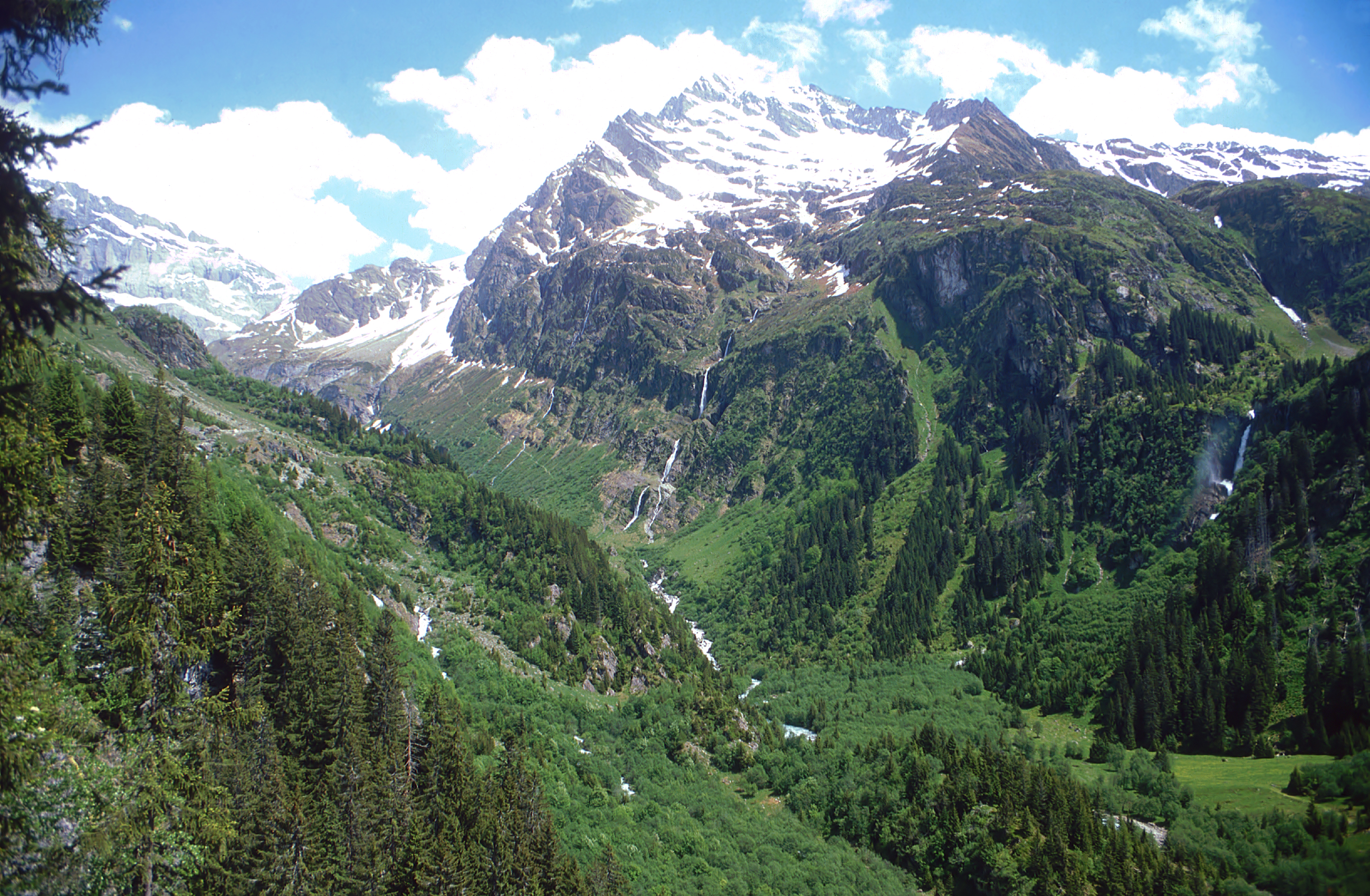
Gross Düssi

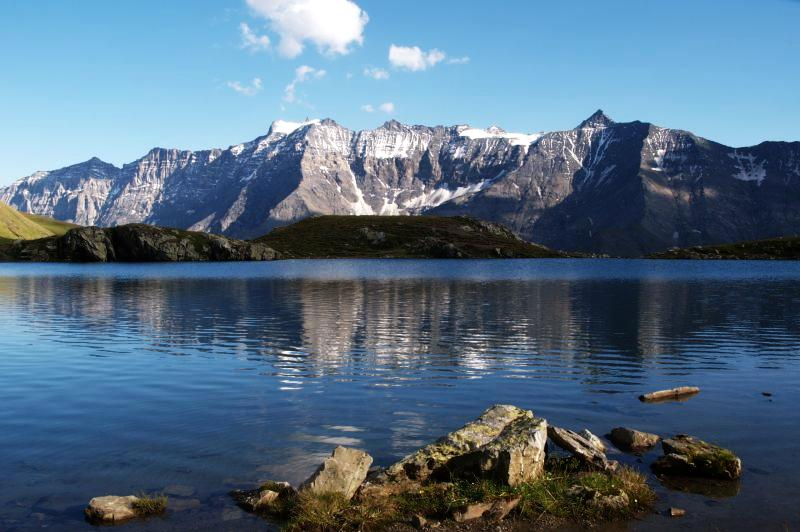
Ringelspitz

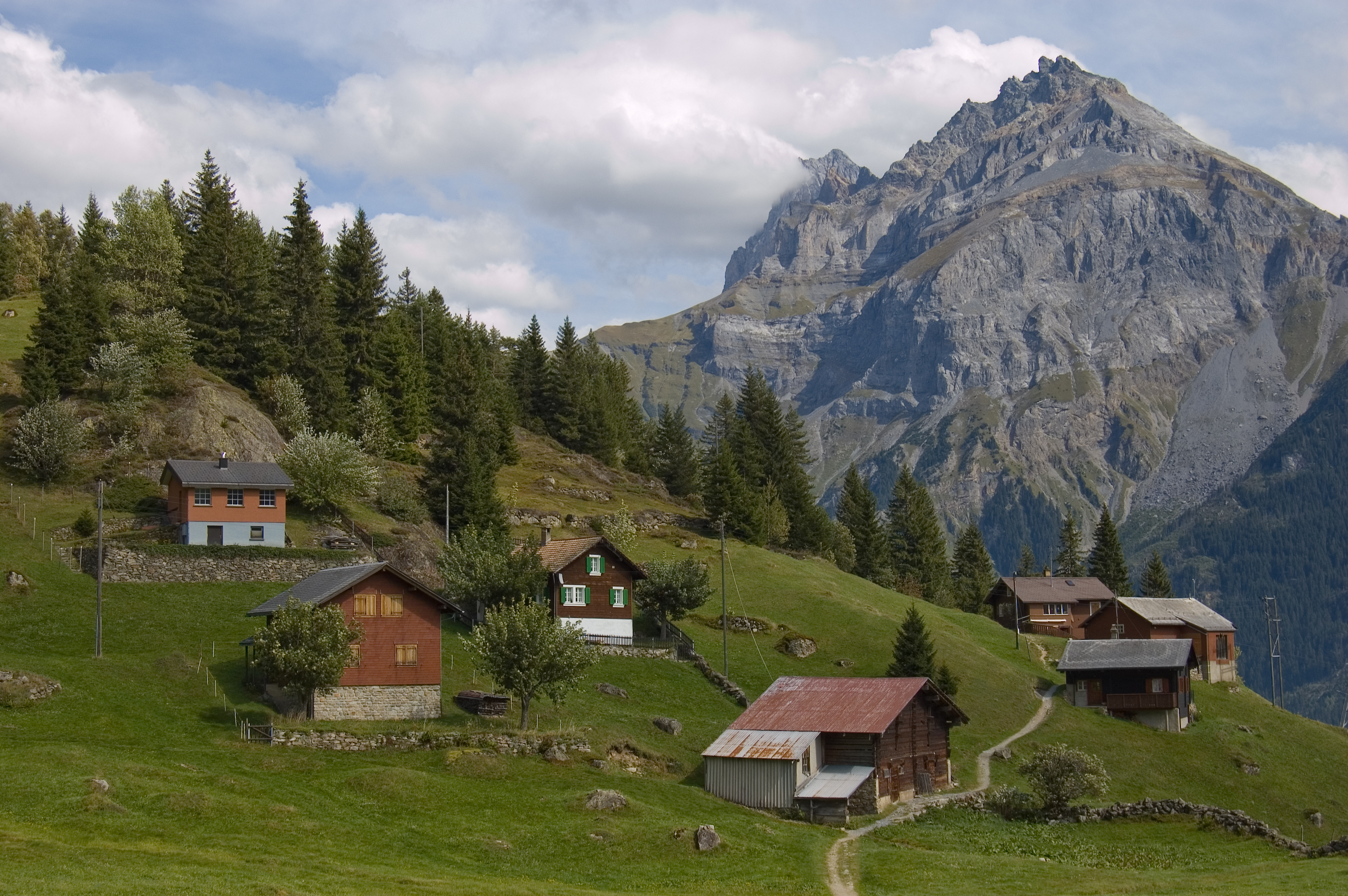
Gross Windgällen

Secondo la Partizione delle Alpi del 1926 le Alpi Glaronesi sono una sezione delle Alpi centrali suddivise nei gruppi:
- Gruppo del Tödi
- Gruppo della Sardona.

Secondo la Suddivisione Orografica Internazionale Unificata del Sistema Alpino (SOIUSA) del 2005 le Alpi Glaronesi sono la sezione numero tredici delle Alpi Nord-occidentali.

## Suddivisione
Le Alpi Glaronesi si suddividono in due sottosezioni e cinque supergruppi:
- Alpi Urano-Glaronesi
  - Catena Oberalpstock-Clariden-Schärhorn
  - Catena Glärnisch-Charetalp
- Alpi Glaronesi in senso stretto[2]
  - Catena Tödi-Hausstock
  - Catena Sardona-Tamina
  - Catena Spitzmeilen-Mürtschen.

Le Alpi Urano-Glaronesi si trovano ad ovest rispetto alle Alpi Glaronesi in senso stretto. La linea di suddivisione parte dalla città di Glarona e scende a sud lungo la valle della Linth, il Sandpass e la Val Russein.

### Suddivisione delle Alpi Glaronesi in senso stretto
La suddivisione più specifica delle Alpi Glaronesi in senso stretto è la seguente:
- Catena Tödi-Hausstock (A)
  - Gruppo del Tödi (A.1)
  - Gruppo del Muttsee (A.2)
  - Gruppo del Kärpf (A.3)
- Catena Sardona-Tamina (B)
  - Gruppo del Segnas i.s.a. (B.4)[4]
    - Gruppo del Vorab  (B.4.a)
    - Gruppo del Segnas p.d. (B.4.b)

  - Graue Hörner (B.5)
    - Gruppo dell'Heubütz (B.5.a)
    - Gruppo del Sazmertinhorn (B.5.b)
    - Gruppo del Pizol (B.5.c)
    - Gruppo dello Zanaihorn (B.5.d)

  - Gruppo del Ringel (B.6)
  - Calanda (B.7)[5]
- Catena Spitzmeilen-Mürtschen (C)
  - Gruppo dello Spitzmeilen (C.8)
  - Gruppo del Mürtschen (C.9)

## Principali vette
Il massiccio conta 49 cime oltre i 3000 metri.
| - 1. Tödi (Piz Russein), 3614 m - 2. Tödi (Glarner Tödi), 3586 m - 3. Piz Dado, 3432 m - 4. Bifertenstock, 3421 m - 5. Tödi (Sandgipfel), 3390 m - 6. Piz Urlaun, 3359 m - 7. Oberalpstock, 3328 m - 8. Gross Schärhorn, 3294 m - 9. Piz Frisal, 3292 m - 10. Clariden, 3267 m - 11. Gross Düssi, 3256 m - 12. Cavistrau Grond, 3252 m - 13. Ringelspitz (Piz Barghis), 3247 m - 14. Chli Schärhorn, 3234 m - 15. Cavistrau Pign, 3220 m - 16. Chammliberg, 3214 m - 17. Piz Cambrialas, 3208 m - 18. Gross Windgällen, 3188 m - 19. Hausstock, 3158 m - 20. Gross Ruchen, 3138 m - 21. Glaserhorn, 3128 m - 22. Bündner Tödi, 3124 m - 23. Claridenhorn, 3119 m - 24. Tristelhorn (Piz da Sterls), 3114 m | - 25. Ruchi, 3107 m - 26. Panärahörner, 3106 m - 27. Heimstock, 3102 m - 28. Piz Tumpiv, 3101 m - 29. Piz Segnas, 3099 m - 30. Piz Giuv, 3096 m - 31. Muttenstock, 3089 m - 32. Chli Oberälpler, 3085 m - 33. Hinter Schiben, 3084 m - 34. Rot Wichel, 3084 m - 35. Crispalt, 3076 m - 36. Chli Tödi, 3076 m - 37. Piz Posta Biala, 3074 m - 38. Bristen, 3072 m - 39. Piz Cazarauls, 3063 m - 40. Brichplanggen Stock, 3061 m - 41. Piz Nair, 3059 m - 42. Piz Sardona, 3056 m - 43. Chli Ruchi, 3039 m - 44. Hinter Selbsanft, 3029 m - 45. Bündner Vorab, 3028 m - 46. Trinser Horn (Piz Dolf), 3028 m - 47. Piz Ault, 3027 m - 48. Glarner Vorab, 3018 m - 49. Witenalpstock, 3016 m |

### Altre vette
- Glärnisch - 2.914 m
- Pizol - 2.844 m
- Spitzmeilen - 2.501 m
- Wildspitz, 1580 m

## Geologia
Nella parte meridionale sono formate da rocce cristalline mentre a settentrione predomina la rocca calcarea.

## Attività

### Stazioni invernali
| - Altdorf - Arth - Bad Ragaz - Braunwald - Breil/Brigels - Bürglen - Disentis/Mustér - Erstfeld - Falera - Filzbach - Flims - Flums - Illgau | - Küssnacht am Rigi - Laax - Luchsingen - Morschach - Quarten - Sattel - Schattdorf - Spiringen - Tujetsch - Unteriberg - Vilters-Wangs - Vitznau - Waltensburg/Vuorz |